# RhB ABe 4/4 III
De ABe 4/4 III is een elektrisch motorrijtuig bestemd voor het regionaal personenvervoer van de Rhätische Bahn (RhB).

## Geschiedenis
Deze motorrijtuigen werden in de jaren tachtig in twee series van drie stuks gebouwd voor de Rhätische Bahn (RhB). Hierbij zijn de motorrijtuigen uit de eerste serie voorzien van gate turn-off thyristors en driefasige asynchrone motoren. De motorrijtuigen uit de tweede serie zijn voorzien van gate turn-off thyristors en gelijkstroommotoren.
Deze motorrijtuigen kunnen gecombineerd rijden met locomotieven van het type Gem 4/4, en met motorrijtuigen van het type ABe 4/4 II.

### Nummers
De motorrijtuigen werden door de Rhätische Bahn als volgt genummerd:
| Lijst van de ABe 4/4 III |             |       |               |                |                                                                                 |
| Nummer | Naam        | Wapen | Ingebruikname | Huidige status | Opmerkingen                                                                     |
| 51 | Poschiavo   |       | 1988          | in gebruik     | 2007: reclame voor UNESCO-Welterbe                                              |
| 52 | Brusio      |       | 1988          | in gebruik     | 2010: reclame voor 100 Jaar Berninabahn 2011: reclame voor 101 Jaar Berninabahn |
| 53 | Tirano      |       | 1988          | in gebruik     | 2010: reclame voor Credito Valtellinese                                         |
| 54 | Hakone1     |       | 1990          | in gebruik     | 2010–11: reclame voor GR Kantonalbank                                           |
| 55 | Diavolezza2 |       | 1990          | in gebruik     | 2010: reclame voor RE-Power                                                     |
| 56 | Corviglia3  |       | 1990          | in gebruik     | 2010: reclame voor RE-Power                                                     |
| 1 de Japanse Hakone Tozan Railway heeft een vriendschappelijke band met de RhB. 2 door een kabelbaan tussen Bernina en Diavolezza ontsloten skigebied bij Pontresina. 3 door een kabelbaan tussen St. Moritz, Corviglia en Piz Nair ontsloten skigebied bij St. Moritz. |             |       |               |                |                                                                                 |
| |             |       |               |                |                                                                                 |

## Constructie en techniek
De motorrijtuigen zijn opgebouwd op een stalen frame. In de draaistellen zijn twee elektromotoren gemonteerd die via tandwielen ieder een as aandrijven.

## Treindiensten
De treinen van het type ABe 4/4 III worden door de Rhätische Bahn (RhB) ingezet op het traject tussen St. Moritz en Tirano over de Berninabahn. Bij inzet met Bernina-Panorama-rijtuigen zijn de motorrijtuigen soms niet voor publiek toegankelijk.